# Platorish nebo
Platorish nebo är en spindelart som beskrevs av Norman I. Platnick 2002. Platorish nebo ingår i släktet Platorish och familjen Trochanteriidae.
Artens utbredningsområde är Queensland. Inga underarter finns listade i Catalogue of Life.